# Xorides spectabilis
Xorides spectabilis là một loài tò vò trong họ Ichneumonidae.